# 宮崎博史
宮崎 博史（みやざき ひろふみ、1959年7月14日 - ）は、日本の男子陸上競技選手。鹿児島県出身。専門は短距離走。
鹿児島商工(現在の樟南高等学校)時代は、野球部に所属しており、センターとして甲子園の出場経験も持つ。日本石油に就職後陸上に転向し、わずか8カ月で1983年の日本陸上競技選手権大会とあかぎ国体で優勝している。この年11月にはNHKの「ルポルタージュにっぽん」で「日本一速い男」として国体に至る模様が取り上げられた。
日本選手権100mでは1985年と1986年にも優勝しており、1986年のソウルアジア競技大会では100mで6位だった。

## 主要大会成績
『日本陸上競技連盟七十年史』（1995年）参考
- 1983年
  - 日本陸上競技選手権大会 100m 優勝  10秒93（-1.7）
- 1984年
  - 8カ国対抗陸上競技大会 200m 6位 21秒28
  - 日本陸上競技選手権大会 100m 3位 10秒39（+4.6）
- 1985年
  - スポニチ国際陸上競技大会 100m 優勝 10秒67（-0.2）
  - 日本陸上競技選手権大会 100m 優勝 10秒55（0.0）
  - アジア陸上競技選手権大会 4×100mR 5位 40秒44（3走）
- 1986年
  - 日本陸上競技選手権大会 100m 優勝 10秒62（-0.9）
  - アジア競技大会 100m 6位 10秒51 / 4×100mR 2位 39秒31（2走、日本記録）
- 1987年
  - 日本陸上競技選手権大会 100m 5位 10秒75（-1.2）
  - アジア陸上競技選手権大会 4×100mR 4位 39秒88（2走）